# Зарічне (Краматорський район)
Зарічне (до 1941 року — Попівка, у 1941—1965 роках — Кірове, у 1965—2016 роках — Кіровськ) — селище Лиманської міської громади Краматорського району Донецької області України.

## Розташування
Лежить на річці Жеребець за 115 км від Донецька.

## Історичні відомості
Населений пункт виник шляхом об'єднання двох хуторів — Титарівка та Заборянівка. Перший хутір було засновано вихідцями із Київської та Полтавської губерній, другий — переселенцями із Ямполя.
1805 р. збудована Свято-Георгіївська церква.
За даними на 1864 рік у казенній слободі Попівка Ізюмського повіту Харківської губернії мешкало 2763 особи (1444 чоловічої статі та 1319 — жіночої), налічувалось 546 дворових господарств, існувала православна церква, відбувались базари та 2 щорічних ярмарки.
Станом на 1885 рік у колишній державній слободі, центрі Попівської волості, мешкала 3349 особи, налічувалось 520 дворових господарств, існували православна церква, школа, поштова станція, 2 постоялих двори, 12 лавок, відбувались базари по неділях та 2 ярмарки на рік.
За переписом 1897 року кількість мешканців зросла до 4679 осіб (2271 чоловічої статі та 2408 — жіночої), з яких 4679 — православної віри.

### Російсько-українська війна
27 квітня 2022 року, в ході повномасштабного вторгнення Російської Федерації в Україну, ЗС РФ окупували селище.
Після вдалого Слобожанського контрнаступу ЗСУ в вересні 2022 року, склалися передумови до звільнення північної частини Донецької області від окупантів. 
2 жовтня 2022 року смт Зарічне було звільнено.

## Населення

### Мова
Розподіл населення за рідною мовою за даними перепису 2001 року:
| Мова            | Кількість | Відсоток |
| --------------- | --------- | -------- |
| українська      | 2625      | 88.98%   |
| російська       | 286       | 9.70%    |
| циганська       | 26        | 0.88%    |
| румунська       | 2         | 0.07%    |
| білоруська      | 1         | 0.03%    |
| інші/не вказали | 10        | 0.34%    |
| Усього          | 2950      | 100%     |

## Персоналії
- Бузескул Владислав Петрович (1858—1931) — український історик античності, академік АН СРСР (1922), академік ВУАН (1925).
- Діденко Микола Кирилович (1929—1986) — науковець-механізатор, педагог, доктор технічних наук.
- Рєзніков Петро Дмитрович (1904 — 1968) — журналіст і письменник.